# Krožek Anton Gregorčič
Krožek Anton Gregorčič – študijski center za družbeno-politična vprašanja je nastal leta 1974 v Gorici in deluje po načelih slovenstva, ideološkega pluralizma, demokracije in krščanskih vrednot.
Krožek Anton Gregorčič poglablja in razvija proučevanje socialne, gospodarske in politične problematike Slovencev v Italiji. Prireja predavanja, simpozije, okrogle mize, tiskovne konference, izobraževalne tečaje, kongrese, študijske izlete in življenje slovenske narodne skupnosti v Italiji. S svojimi pobudami skuša širiti slovensko kulturo in narodno dediščino tudi med italijanskim in furlanskim prebivalstvom v deželi Furlaniji Julijski krajini, tako da spodbuja sodelovanje in spoznavanje ter skuša integrirati vse tri jezikovne identitete, s poudarkom na zgodovinskem raziskovanju.
Krožek Anton Gregorčič v povezavi s Kulturnim centrom Lojze Bratuž redno prireja Srečanja pod lipami, ki običajno ob četrtkih privabijo v Gorico mnogo poslušalcev.
Krožek spodbuja tudi založništvo z izdajanjem in tiskanjem najrazličnejših publikacij.